# Thailändische Badmintonmeisterschaft 2011
Die Thailändische Badmintonmeisterschaft 2011 fand vom 13. bis zum 18. September 2011 in Bangkok statt.

## Medaillengewinner
| Disziplin    | Gold                                              | Silber                                        | Bronze                                              |
| ------------ | ------------------------------------------------- | --------------------------------------------- | --------------------------------------------------- |
| Herreneinzel | Suppanyu Avihingsanon                             | Boonsak Ponsana                               | Khosit Phetpradab                                   |
| Herreneinzel | Suppanyu Avihingsanon                             | Boonsak Ponsana                               | Pisit Poodchalat                                    |
| Dameneinzel  | Salakjit Ponsana                                  | Nitchaon Jindapol                             | Porntip Buranaprasertsuk                            |
| Dameneinzel  | Salakjit Ponsana                                  | Nitchaon Jindapol                             | Panjarat Pransopon                                  |
| Herrendoppel | Bodin Isara Maneepong Jongjit                     | Patipat Chalardchaleam Nipitphon Puangpuapech | Sarayut Saetang Sermsin Wongyaprom                  |
| Herrendoppel | Bodin Isara Maneepong Jongjit                     | Patipat Chalardchaleam Nipitphon Puangpuapech | Nuttaphon Narkthong Watchara Buranakuea             |
| Damendoppel  | Duanganong Aroonkesorn Kunchala Voravichitchaikul | Savitree Amitrapai Nessara Somsri             | Chanida Julrattanamanee Rodjana Chuthabunditkul     |
| Damendoppel  | Duanganong Aroonkesorn Kunchala Voravichitchaikul | Savitree Amitrapai Nessara Somsri             | Sujitra Ekmongkolpaisarn Punyada Munkitchokecharoen |
| Mixed        | Songphon Anugritayawon Kunchala Voravichitchaikul | Maneepong Jongjit Savitree Amitrapai          | Sudket Prapakamol Duanganong Aroonkesorn            |
| Mixed        | Songphon Anugritayawon Kunchala Voravichitchaikul | Maneepong Jongjit Savitree Amitrapai          | Thitipong Lapho Saralee Thungthongkam               |